# Difosfat d'adenosina de ribosa cíclic

Estructura

El difosfat d'adenosina de ribosa cíclic (en anglès: Cyclic ADP Ribose abreujat com ADPRc o cADPR), és un nucleòtid d'adenina cíclic amb dos grups fosfat presents en el carboni OH de l'adenosina anteriorment connectat a una altra ribosa

## Funció
El cADPR és un missatger cel·lular pel senyalament del calci.

## Metabolisme
El cADPR i el ADPR se sintetitzen del NAD+.